# Ville Pessi

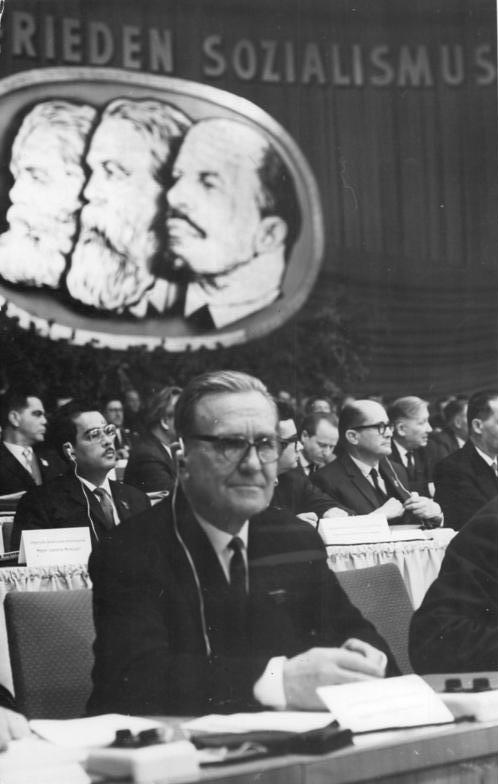
Pessi auf dem VI. Parteitag der SED 1963 in Berlin.

Ville Pessi (* 24. März 1902 in Kaukola, Südkarelien, heute Sewastjanowo; † 6. November 1983 in Vantaa) war ein finnischer Politiker und von 1944 bis 1969 Generalsekretär der Kommunistischen Partei Finnlands (Suomen Kommunistinen Puolue, SKP).
Pessi war der uneheliche Sohn der Arbeiterin Marja Sipintytär Pessi. Er betätigte sich nach dem Schulbesuch zunächst als Holzfäller, 1924 wurde er Mitglied der SKP und wirkte daraufhin unter anderem im Kommunistischen Jugendverband. 1931 wurde Pessi in das Zentralkomitee der SKP gewählt, zwei Jahre später besuchte er die Leninschule in Moskau. Aufgrund seiner in Finnland politischen revolutionär eingestuften Tätigkeit wurde er 1935 inhaftiert. Erst 1944 im Zuge der Niederlage Finnlands gegen die Sowjetunion im Fortsetzungskrieg wurde er wieder freigelassen. Pessi wurde nun zum Generalsekretär der nun legalisierten SKP gewählt. Ab April 1945 saß er zudem für die von der SKP aufgestellten linken Wahlorganisation der Demokratischen Union des Finnischen Volkes im finnischen Parlament. Das Mandat dort behielt er bis 1966. SKP-Generalsekretär blieb Pessi bis 1969. Er verfolgte einen strengen nach Moskau ausgerichteten Kurs. Außerdem war er Vorsitzender der Otto-Wille-Kuusinen-Stiftung.
1945 heiratete er Vera Sundvall. Beigesetzt wurde er auf dem Friedhof des Helsinkier Stadtteils Malmi.